# Bogusław Cygan
Pour les articles homonymes, voir Cygan.
Bogusław Cygan (né le 3 novembre 1964 à Ruda Śląska en Pologne et mort le 15 janvier 2018) est un joueur de football polonais.